# Валєєв Абдулла Хабійович
Абдулла Хабійович (Хабібуллович) Валєєв (1922—1944) — червоноармієць Робітничо-селянської Червоної Армії, учасник Другої світової війни, Герой Радянського Союзу (1943).

## Біографія
Абдулла Валєєв народився в 1922 році в селі Бакаєво (нині — Кушнаренковський район Башкортостану). За національністю татарин. Отримав початкову освіту, працював у колгоспі. У вересні 1941 році А.Х. Валєєв призваний на службу в Робітничо-селянську Червону армію. З січня 1942 року — на фронтах Другої світової війни. До липня 1943 року червоноармієць Абдулла Валєєв був першим номером розрахунку протитанкової рушниці 1-го стрілецького батальйону 1031-го стрілецького полку 280-ї стрілецької дивізії 60-ї армії Центрального фронту. Відзначився в боях на Курській дузі і битві за Дніпро.
13 липня 1943 року у висоти 257,0 в Троснянському районі Курської області Валєєв вогнем з протитанкової рушниці і гранатами в складі свого взводу відображав три ворожі атаки. Незважаючи на чисельну перевагу, німецькі підрозділи взяти висоту не змогли, втративши близько 300 солдатів і 3 офіцерів убитими. В бою Валєєв двічі був поранений, але поля бою не покинув до прибуття підкріплення. У наступних боях з вогнем із своєї протитанкової рушниці Валєєв знищив 4 кулемети і 17 ворожих солдатів. У ніч з 24 на 25 вересня у складі групи Валєєв переправився через Дніпро в районі села Рибний Промисел Чернігівської області Української РСР. Групі вдалося захопити плацдарм і протягом 42 годин утримувати його, відбивши 12 ворожих контратак. В тому бою Валєєв знищив 2 кулемети і 9 німецьких солдатів.
Указом Президії Верховної Ради СРСР від 17 жовтня 1943 року червоноармієць Абдулла Валєєв удостоєний високого звання Героя Радянського Союзу з врученням ордена Леніна і медалі «Золота Зірка».
Загинув у бою 24 січня 1944 року, похований в селі Туганиці Гатчинського району Ленінградської області.

## Нагороди
- Медаль «Золота Зірка» Героя Радянського Союзу (17.10.1943)[3][4]
- Орден Леніна (17.10.1943)

## Пам'ять
У селі Бакаєво встановлено пам'ятник Валєєву, його ім'я присвоєно місцевій школі.